# 65
Năm 65 là một năm trong lịch Julius. 